# Schizopepon bicirrhosa
Schizopepon bicirrhosa är en gurkväxtart som först beskrevs av Charles Baron Clarke, och fick sitt nu gällande namn av Charles Jeffrey. Schizopepon bicirrhosa ingår i släktet Schizopepon och familjen gurkväxter. Inga underarter finns listade i Catalogue of Life.